# Kippenvel (lied)
Kippenvel is een lied van de Nederlandse rapper Qucee. Het werd in 2021 als single uitgebracht.

## Achtergrond
Kippenvel is geschreven door Jaap Kattevilder en Quentin Correia en geproduceerd door City Lights. Het is een nummer dat past in het genre nederhop. In het lied rapt Qucee over zijn verleden waarin hij weinig geld had en de rijkdommen die hij nu in zijn leven heeft. In de videoclip is Qucee te zien in een huis dat hij kort voor het uitbrengen van het lied had gekocht. 

## Hitnoteringen
De rapper had bescheiden succes met het lied in Nederland. Het stond op de honderdste plaats van de Single Top 100 in de enige week dat het in deze hitlijst te vinden was. De Top 40 en haar Tipparade werden niet bereikt.